# Белова, Ирина Николаевна
Ирина Николаевна Белова (урожд. Ильичёва) (род. 27 марта 1968, Ангарск, Иркутская область) — советская и российская легкоатлетка, тренер высшей категории.

## Карьера
Родилась в городе Ангарск, Иркутская область. Пришла в спорт лишь в седьмом классе. Её первым тренером была Надежда Лапина. В 1985 году окончила школу и поступила в Иркутский техникум физкультуры. Там Ирина стала заниматься профессиональным спортом и попала по договоренности во взрослую группу к заслуженному тренеру СССР Валерию Авербуху. Именно Авербух воспитал из Ирины легкоатлетку экстра-класса.
Первой крупной победой Ирины Беловой был чемпионат мира 1991 года в Токио, где Ирина завоевала бронзовую медаль. В олимпийском 1992 году Ирина дважды устанавливала мировой рекорд в пятиборье (на соревнованиях в закрытых помещениях).
На Олимпиаде 1992 года в столице Каталонии Барселоне Ирина Белова выложилась на все 100 процентов. Ей удался прыжок в длину — 6.82 и забег на 800 метров — 2.05,08. Результат по итогам семи видов — 6 845 очков, который позволил Ирине Беловой подняться на вторую ступень олимпийского пьедестала, до сих пор входит в десятку лучших в отечественном спорте.
После чемпионата мира 1993 года Ирина на четыре года выпала из спорта из-за проблем с допингом.
Вернувшись в 1997 году в большой спорт, Ирина становилась вице-чемпионкой мира и вице-чемпионкой Европы в помещениях.
В 2001 году завершила спортивную карьеру.
Работает тренером в Иркутске. Тренер высшей категории. Среди воспитанников Ирины Николаевны:
- Ольга Курбан
- Михаил Логвиненко